# William Paine Sheffield junior

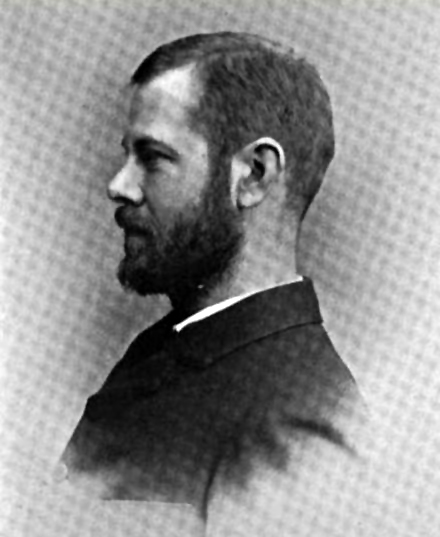
William Paine Sheffield

William Paine Sheffield junior (* 1. Juni 1857 in Newport, Rhode Island; † 19. Oktober 1919 in Exeter, Rhode Island) war ein US-amerikanischer Politiker. Zwischen 1909 und 1911 vertrat er den ersten Wahlbezirk des Bundesstaates Rhode Island im US-Repräsentantenhaus.

## Werdegang
William Sheffield war der Sohn des früheren Kongressabgeordneten und US-Senators William Paine Sheffield. Der jüngere Sheffield besuchte zwischen 1869 und 1873 die Phillips Academy in Andover und dann bis 1877 die Brown University in Providence. Nach einem Jurastudium an der juristischen Fakultät der Harvard University und seiner im Jahr 1880 erfolgten Zulassung als Rechtsanwalt begann er in seiner Geburtsstadt Newport in seinem neuen Beruf zu praktizieren. Im Jahr 1880 war er auch Regierungsbeauftragter, der die amerikanische Staatsbürgerschaft auf die Narragansetindianer ausweiten sollte. Außerdem gehörte er dem Beraterstab von Gouverneur George P. Wetmore an.
William Sheffield war Mitglied der Republikanischen Partei. Zwischen 1885 und 1901 war er mehrfach, mit Unterbrechungen, Abgeordneter im Repräsentantenhaus von Rhode Island. Im Jahr 1897 gehörte er einer Kommission zur Überarbeitung der Staatsverfassung an. Bei den Kongresswahlen des Jahres 1908 wurde er in das US-Repräsentantenhaus in Washington, D.C. gewählt, wo er am 4. März 1909 den Sitz des im Februar 1909 verstorbenen Daniel Granger einnahm. Da er aber bei den nächsten Wahlen im Jahr 1910 dem Demokraten George F. O’Shaunessy unterlag, konnte er bis zum 3. März 1911 nur eine Legislaturperiode im Kongress absolvieren.
Im Jahr 1913 gehörte William Sheffield dem Republican National Committee an; 1918 war er nochmals Mitglied eines Ausschusses, der die Verfassung von Rhode Island reformierte. Sheffield starb im Oktober 1919 und wurde in Newport beigesetzt.